# Glenarvon
Glenarvon é um romance britânico escrito por Caroline Lamb e publicado em 1816. O protagonista, Lord Ruthven, é uma sátira ao ex-amante da autora, Lord Byron, descrito como "louco, mau e perigoso para se conhecer". Além disso, faz-se referência a outro escritor inglês, John Polidori.
O livro repercutiu bastante pelo país, porém Lamb foi criticada e repudiada por sua reputação, já questionável à época. Calantha — como se denomina a personagem que alude à imagem da escritora — é noiva de Lord Avondale (representante de William Lamb, 2.º Visconde Melbourne), colocado como o responsável pela infidelidade da personagem. Por ser uma biografia, a nobre Sarah Villiers aproveitou-se para arruinar a posição social de Caroline, vista como adúltera pela alta sociedade britânica.